# Bodrog
Bodrog je řeka na východním Slovensku a v Maďarsku. Je dlouhá 67 km. Rozloha povodí činí 11 552 km² (z toho je 7 217 km² na Slovensku).

## Popis toku
Bodrog vzniká soutokem Latorice a Ondavy, které pramení v Karpatech. Přes Slovensko protéká jen 15 km (jeho výtok 94 m n. m. je nejnižším bodem Slovenska), poté vtéká do Maďarska. Protéká okrajem Velké uherské nížiny a jeho koryto je velmi členité a rozvětvené. U Tokaje se vlévá do Tisy jako její pravostranný přítok. Největším sídlem na jeho toku je Šarišský Potok (Sárospatak).

## Vodní režim
Průměrný průtok vody ve Stredě nad Bodrogom činí 110 m³/s. Vyšší vodní stav je na jaře. V létě může docházet k povodním.

## Využití
Na řece je možná vodní doprava a také se využívá k plavení dřeva. Leží na ní města Streda nad Bodrogom, Sárospatak, Tokaj.

## Ochrana přírody
- mrtvé rameno Tajba